# Maria das Graças Foster
Maria das Graças Silva Foster , couramment appelée Graça Foster, née à Caratinga le 26 août 1953, est une ingénieur en génie chimique brésilienne, cadre dans l'industrie pétrolière, directrice générale du groupe Petrobras de 2012 à 2015. 

## Biographie
Maria das Graças est née le 26 août 1953 dans le sud-est du Brésil à Caratinga, dans l'état de Minas Gerais. Quand elle a 2 ans, sa famille déménage de Caratinga pour une favela à l'extérieur de Rio de Janeiro.
Entrée dans cette entreprise comme stagiaire en 1978, elle y effectue l'essentiel de sa carrière professionnelle. Elle devient directrice gaz et énergie de Petrobras en 2007, puis directrice générale en 2012. Elle est proche de Dilma Rousseff, présidente de la république fédérative du Brésil de 2011 à 2016, dont elle est la secrétaire d’État quand cette dernière est Ministre des Mines et de l'Énergie.

## Hommages
En avril 2012, elle est mentionnée dans la liste du magazine Time des 100 personnalités les plus influentes dans le monde. 
En 2013, pour la deuxième année d'affilé, elle est élue par le magazine Fortune comme la femme la plus puissante dans le domaine des affaires (en dehors des États-Unis d'Amérique). 
En 2014, elle a été reconnu par le magazine Forbes comme la 16ème femme la plus influente dans le monde.  
Elle est la seule femme à diriger l'une des cinquante premières entreprises mondiales du secteur de l'énergie.